# Lijst van oorlogsmonumenten in Laarbeek
De Nederlandse gemeente Laarbeek heeft vijf oorlogsmonumenten. Hieronder een overzicht.
| Nr.  | Object                        | Herdachte groep                                | Ontwerper      | Onthulling | Type      | Locatie                  | Plaats       | Coördinaten                   | Foto                          |
| ---- | ----------------------------- | ---------------------------------------------- | -------------- | ---------- | --------- | ------------------------ | ------------ | ----------------------------- | ----------------------------- |
| 928  | Oorlog en Vrede               | algemeen                                       | Gert van Kraay |            | plaquette | Dorpsstraat 1, 5735 EA   | Aarle-Rixtel | 51° 30' 35" NB, 5° 38' 17" OL | Oorlog en Vrede               |
| 929  | Oorlogsmonument               | geallieerde militairen, burgerslachtoffers     |                |            | kapel     | Bakelseweg, 5735 SC      | Aarle-Rixtel | 51° 30' 50" NB, 5° 40' 6" OL  | Oorlogsmonument               |
| 930  | Herdenkingsmonument           | burgerslachtoffers                             | Wim Willems    |            | plaquette | Koppelstraat 37, 5741 GA | Beek en Donk | 51° 32' 1" NB, 5° 38' 2" OL   | Herdenkingsmonument           |
| 2403 | Oorlogsmonument               | algemeen                                       |                | 5 mei 1995 | plaquette | Heuvel 1, 5737 BX        | Lieshout     | 51° 31' 4" NB, 5° 35' 42" OL  | Oorlogsmonument               |
| 2541 | Laarbeekse Veteranen monument | militairen in dienst van het Ned. Kon. na 1945 |                |            | plaquette | Koppelstraat 37, 5741 GA | Beek en Donk | 51° 32' 1" NB, 5° 38' 2" OL   | Laarbeekse Veteranen monument |

Alphen-Chaam ·
Altena ·
Asten ·
Baarle-Nassau ·
Bergeijk ·
Bergen op Zoom ·
Bernheze ·
Best ·
Bladel ·
Boekel ·
Boxtel ·
Breda ·
Cranendonck ·
Deurne ·
Dongen ·
Drimmelen ·
Eersel ·
Eindhoven ·
Etten-Leur ·
Geertruidenberg ·
Geldrop-Mierlo ·
Gemert-Bakel ·
Gilze en Rijen ·
Goirle ·
Halderberge ·
Heeze-Leende ·
Helmond ·
's-Hertogenbosch ·
Heusden ·
Hilvarenbeek ·
Laarbeek ·
Land van Cuijk ·
Loon op Zand ·
Maashorst ·
Meierijstad ·
Moerdijk ·
Nuenen, Gerwen en Nederwetten ·
Oirschot ·
Oisterwijk ·
Oosterhout ·
Oss ·
Reusel-De Mierden ·
Roosendaal ·
Rucphen ·
Sint-Michielsgestel ·
Someren ·
Son en Breugel ·
Steenbergen ·
Tilburg ·
Valkenswaard ·
Veldhoven ·
Vught ·
Waalre ·
Waalwijk ·
Woensdrecht ·
Zundert